# Quận Garfield, Washington
Quận Garfield là một quận thuộc tiểu bang Washington, Hoa Kỳ.
Quận này được đặt tên theo. Theo điều tra dân số của Cục điều tra dân số Hoa Kỳ năm 2010, quận có dân số 2266 người. Quận lỵ đóng ở Pomeroy.

## Địa lý
Theo Cục điều tra dân số Hoa Kỳ, quận có diện tích 1860 km2, trong đó có 21 km2 là diện tích mặt nước.